# Осмотическое давление
Осмотическое давление (обозначается π) — избыточное гидростатическое давление на раствор, отделённый от чистого растворителя полупроницаемой мембраной, при котором прекращается диффузия растворителя через мембрану (осмос). Это давление стремится уравнять концентрации обоих растворов вследствие встречной диффузии молекул растворённого вещества и растворителя.
Мера градиента осмотического давления, то есть различия водного потенциала двух растворов, разделённых полупроницаемой мембраной, называется тоничностью. Раствор, имеющий более высокое осмотическое давление по сравнению с другим раствором, называется гипертоническим, имеющий более низкое — гипотоническим.

Взаимодействие эритроцитов с растворами в зависимости от осмотического давления обоих.

Если же подобный раствор находится в замкнутом пространстве, например, в клетке крови, то осмотическое давление может привести к разрыву клеточной мембраны. Именно по этой причине лекарства, предназначенные для внутривенного введения, растворяют в изотоническом растворе, содержащем столько хлорида натрия (поваренной соли), сколько нужно, чтобы уравновесить создаваемое клеточной жидкостью осмотическое давление. Если бы вводимые лекарственные препараты были изготовлены на воде или очень сильно разбавленном (гипотоническом по отношению к цитоплазме) растворе, осмотическое давление, заставляя воду проникать в клетки крови, приводило бы к их разрыву. Если же ввести в кровь слишком концентрированный раствор хлорида натрия (3—10 %, гипертонические растворы), то вода из клеток будет выходить наружу, и они сожмутся. В случае растительных клеток происходит отрыв протопласта от клеточной оболочки, что называется плазмолизом. Обратный же процесс, происходящий при помещении сжавшихся клеток в более разбавленный раствор, — соответственно, деплазмолизом.

## УравнениеВант-Гоффа
Величина осмотического давления, создаваемая раствором, зависит от количества, а не от химической природы растворенных в нём веществ (или ионов, если молекулы вещества диссоциируют), следовательно, осмотическое давление является коллигативным свойством раствора. Чем больше концентрация вещества в растворе, тем больше создаваемое им осмотическое давление. Это правило, носящее название закона осмотического давления, выражается простой формулой, очень похожей на уравнение состояния для идеального газа:
{\displaystyle \pi =i\cdot C\cdot R\cdot T},
где i — изотонический коэффициент раствора; C — молярная концентрация раствора, выраженная через комбинацию основных единиц СИ, то есть, в моль/м³; R — универсальная газовая постоянная; T — термодинамическая температура раствора.
Это показывает также схожесть свойств частиц растворённого вещества в вязкой среде растворителя с частицами идеального газа в воздухе. Правомерность этой точки зрения подтверждают опыты Ж. Б. Перрена (1906): распределение частичек эмульсии смолы гуммигута в толще воды в общем подчинялось закону Больцмана.
Осмотическое давление, которое зависит от содержания в растворе белков, называется онкотическим (0,03—0,04 атм). При длительном голодании, болезни почек концентрация белков в крови уменьшается, онкотическое давление в крови снижается и возникают онкотические отёки: вода переходит из сосудов в ткани, где πОНК больше. При гнойных процессах πОНК в очаге воспаления возрастает в 2—3 раза, так как увеличивается число частиц из-за разрушения белков.
В организме осмотическое давление должно быть постоянным (около 7,7 атм). Поэтому для внутривенного введения обычно используются изотонические растворы (растворы, осмотическое давление которых равно πплазмы ≈ 7,7 атм. (0,9 % NaCl — физиологический раствор, 5 % раствор глюкозы). Гипертонические растворы, у которых π больше, чем πплазмы, применяются в медицине для очистки ран от гноя (10 % NaCl), для удаления аллергических отёков (10 % CaCl2, 20 % глюкоза), в качестве слабительных лекарств (Na2SO4∙10H2O, MgSO4∙7H2O).
Закон осмотического давления можно использовать для расчёта молекулярной массы данного вещества (при известных дополнительных данных)..

## Уравнение Галлера
Экспериментально определенное значение осмотического давления высокомолекулярных соединений больше теоретического, определяемого по формуле Вант-Гоффа {\displaystyle \pi =cRT}. Это явление находит объяснение в относительной независимости
теплового движения каждой части макромолекулы и описывается уравнением Галлера:
{\displaystyle \pi ={\frac {RT}{M}}c+\beta c^{2}}
Здесь: {\displaystyle c} — концентрация раствора высокомолекулярного соединения (г/л), {\displaystyle M} — молярная масса (г/моль), {\displaystyle \beta } — коэффициент, учитывающий гибкость и формулу макромолекулы в растворе, R — универсальная газовая постоянная, T — термодинамическая температура раствора.
При небольших значениях концентрации {\displaystyle c} формула Галлера переходит в формулу Вант-Гоффа.

## Обоснование формулы Вант-Гоффа с термодинамических позиций
В растворе свободная энергия {\displaystyle G=G^{0}+RT\ln x_{A}+\pi V_{C}}, где {\displaystyle x_{A}} — молярная часть раствора, {\displaystyle V_{C}} — его мольный объем. Появление члена {\displaystyle \pi V_{C}} эквивалентно внесению в свободную энергию внешнего давления. Для чистого растворителя {\displaystyle G=G^{0}}. При равновесии {\displaystyle \nabla G} для растворителя равно нулю. Таким образом,
{\displaystyle 0=\nabla G=G^{0}+RT\ln x_{A}+\pi V_{C}-G^{0}=RT\ln x_{A}+\pi V_{C},}
откуда:
{\displaystyle \pi =-{\frac {RT}{V_{C}}}\ln(1-x_{B})\cong {\frac {RT}{V_{C}}}x_{B}\cong {\frac {RT}{V_{C}}}{\frac {n_{B}}{n_{A}}}\cong RT{\frac {n_{B}}{V}}=cRT,}
то есть получена формула Вант-Гоффа ({\displaystyle \pi =cRT}).
При её выведении высчитано, что {\displaystyle x_{B}} — малая величина. Это позволяет разложить {\displaystyle \ln(1-x_{B})} в ряд и далее применить соотношение {\displaystyle x_{B}\cong {\frac {n_{B}}{n_{A}}}.} Произведение {\displaystyle n_{A}V_{C}} в разбавленных растворах практически равно объему раствора.

## Осмотическое давление коллоидных растворов
Для возникновения осмотического давления должны выполняться два условия:
- наличие полупроницаемой перегородки (мембраны);
- наличие по обе стороны мембраны растворов с разной концентрацией.

Мембрана проницаема для частичек (молекул) определенного размера, поэтому она может, например, выборочно пропускать сквозь свои поры молекулы воды, не пропуская молекулы этилового спирта. Для газовой смеси — водорода и азота — роль полупроницаемой мембраны может выполнять тонкая палладиевая фольга, сквозь которую свободно диффундирует водород, тогда как азот она практически не пропускает. с помощью такой мембраны можно разделять смесь водорода и азота на отдельные компоненты.
Простыми и давно известными примерами мембран, которые проницаемы для воды и непроницаемы для многих других растворенных в воде веществ, является кожа, пергамент, и другие ткани животного и растительного происхождения.
Пфеффер с помощью осмометра, в котором в качестве полупроницаемой мембраны использовался пористый фарфор, обработанный Cu2Fe(CN)6, исследовал осмотическое давление водных растворов тростникового сахара. На основе этих измерений Вант-Гофф в 1885 году предложил эмпирическое уравнение, которому подчиняется осмотическое давление {\displaystyle \pi } разведённых растворов:
{\displaystyle \pi =cRT},
где c=n/V — концентрация растворенного вещества, моль/м3.
Это уравнение по форме совпадает с законом Бойля — Мариотта для идеальных газов. Поэтому осмотическое давление разведённых растворов можно определить как давление, которое бы создавала то же самое количество молекул растворенного вещества, если бы оно было в виде идеального газа и занимало при данной температуре объем, равный объему раствора.
Уравнение Вант-Гоффа можно несколько преобразовать, подставляя вместо концентрации {\displaystyle c_{i}=n_{i}/V=m_{i}/M_{i}V}:
{\displaystyle \pi =c_{i}RT={\frac {m_{i}}{M_{i}V}}RT},
где {\displaystyle m_{i}} — массовая концентрация растворенного вещества; {\displaystyle M_{i}} — его молекулярная масса.
В таком виде уравнение Вант-Гоффа широко применяется для определения молярной массы растворенного вещества. Осмотический метод применяют зачастую для определения молярных масс высокомолекулярных соединений (белков, полисахаридов и других). Для этого достаточно измерить осмотическое давление раствора с известной концентрацией.
Если вещество диссоциирует в данном растворе, то осмотическое давление будет большим, чем рассчитанное и нужно вводить изотонический коэффициент:
{\displaystyle \pi =icRT.}
Уравнение Вант-Гоффа справедливо только для разведённых растворов, которые подчиняются закону Рауля. При повышенных концентрациях растворов {\displaystyle c_{i}} в последнем уравнении должно быть заменено на активность {\displaystyle a_{1}} или фугитивность {\displaystyle f_{1}.}

### Роль осмоса в биологических системах
Явление осмоса и осмотическое давление играют огромную роль в биологических системах, которые содержат полупроницаемые перегородки в виде разных тканей, в том числе оболочек клеток. Постоянный осмос воды внутрь клеток создает избыточное гидростатическое давление, которое обеспечивает прочность и упругость тканей, которое называют тургором.
Если клетку, например, эритроцит, поместить в дистиллированную воду (или очень разбавленный раствор соли), то вода будет проникать внутрь клетки и клетка будет набухать. Процесс набухания может привести к разрыву оболочки эритроцита, если произойдет так называемый гемолиз.
Обратное явление наблюдается, если вместить клетку в концентрированный раствор соли: сквозь мембрану вода из клеток диффундирует в раствор соли. При этом протоплазма сбрасывает оболочку, клетка сморщивается, теряет тургор и стойкость, свойственные ей в нормальном состоянии. Это явление называется плазмолизом. При помещении плазмолизованных клеток в воду протоплазма опять набухает и в клетке восстанавливается тургор. Происходит при этом так называемый деплазмолиз: это можно наблюдать, помещая цветы, которые начинают вянуть, в воду. И только в изотоническом растворе, который имеет одинаковую концентрацию (вернее, одинаковое осмотическое давление с содержанием клетки), объем клетки остается неизменным.
Процессы усвоения еды, обмена веществ тесно связаны с разной проницаемостью тканей для воды и других растворенных в ней веществ.
Осмотическое давление отыгрывает роль механизма, который подает нутриенты клеткам; у высоких деревьев последние поднимаются на высоту нескольких десятков метров, что соответствует осмотическому давлению в несколько  атмосфер. Типовые клетки, сформировавшиеся из протоплазматических мешков, наполненных водными растворами разных веществ (клеточный сок), имеют определенное значение для давления, величина которого измеряется в пределах 0,4—2 МПа.